# 숏버스 이별행
《숏버스 이별행》은 2021년에 개봉한 대한민국의 영화이다.

## 캐스팅
뜨거운 안녕
- 공유림: 진아 역
- 유민석: 경남 역
- 이솔잎: 주현 역

언프로페셔널
- 윤현경

중성화
- 김재화
- 조민재
- 김혜화

그녀는요
- 황미영